# Líně
Líně jsou obec v okrese Plzeň-sever v Plzeňském kraji. Nachází se přibližně jedenáct kilometrů jihozápadně od Plzně. Žije v ní přibližně 2 900 obyvatel.
Sousedními obcemi sídla jsou Nová Ves, Plzeň, Úherce, Nýřany, Zbůch, Vejprnice a Tlučná.

## Historie
První písemná zmínka o vesnici je z roku 1115. Vesnice patřila kladrubskému klášteru, ale opat Reinher ji ještě před lety 1246–1248 vyměnil spolu s Liběvicemi za část Touškova a Myslinky.

## Obyvatelstvo
| Rok            | 1869 | 1880  | 1890  | 1900  | 1910  | 1921  | 1930  | 1950  | 1961  | 1970  | 1980  | 1991  | 2001  | 2011  | 2021  |
| -------------- | ---- | ----- | ----- | ----- | ----- | ----- | ----- | ----- | ----- | ----- | ----- | ----- | ----- | ----- | ----- |
| Počet obyvatel | 379  | 1 063 | 1 529 | 1 875 | 2 465 | 3 127 | 3 204 | 2 499 | 3 068 | 2 626 | 2 475 | 2 224 | 2 239 | 2 420 | 2 786 |
| Počet domů     | 35   | 65    | 82    | 128   | 166   | 208   | 301   | 404   | 443   | 431   | 433   | 480   | 514   | 585   | 715   |

## Obecní správa

### Obecní symboly
Znak a vlajka byly obci uděleny rozhodnutím předsedy Poslanecké sněmovny Parlamentu České republiky dne 24. listopadu 2014.

## Vybavenost
V obci se nachází koupaliště s venkovním bazénem o rozměru 70 × 20 metrů. V listopadu 2008 byl otevřen sběrný dvůr, který je určen pro všechny druhy odpadů z domácností, včetně nebezpečného odpadu. Celý areál má plochu asi 2500 metrů čtverečných a stál přes 5,8 milionů Kč. Na území obce se také nachází veřejné vnitrostátní a neveřejné mezinárodní letiště Plzeň-Líně.

## Pamětihodnosti
- kaple[11]
- památník vojenských letců[12]

## Osobnosti
- Vilém Nosek (1916–1944), pilot 312. stíhací perutě RAF[13][14]
- Miroslav Štefek (1916–1969), český hornista
- Karel Virgler (* 1953), zakladatel a vedoucí dětského pěveckého sboru Rolnička[15]
- Václav Uhlík, stavitel tzv. Tanku svobody na podvozku Sd.Kfz. 254